# Patrick Reinbold
Pour les articles homonymes, voir Reinbold.
 (février 2011).
Si vous disposez d'ouvrages ou d'articles de référence ou si vous connaissez des sites web de qualité traitant du thème abordé ici, merci de compléter l'article en donnant les références utiles à sa vérifiabilité et en les liant à la section « Notes et références ».
Patrick Reinbold, né à Strasbourg le 22 avril 1962, est un arbitre assistant international du football français.

## Activité
Lors de son arrivée en Ligue 1, Patrick Reinbold assistait l'arbitre central Philippe Kalt autre arbitre alsacien de Ligue 1.
Quelques saisons plus tard, Patrick Reinbold a rejoint Alain Sars qui avait comme autre assistant Jean-Paul Chaudre. 
Par la suite, Patrick Reinbold a rejoint Bertrand Layec.
Patrick Reinbold termine sa carrière de Ligue 1 (45 ans, imposé par la DTNA) lors d'un AS Monaco - OGC Nice, il assistait alors Sandryk Biton.
Au cours de sa carrière, Patrick Reinbold aura arbitré 124 matchs de Ligue 1, mais également 20 matchs de qualification et compétition Ligue des champions et Coupe UEFA (actuelle Ligue Europa) ainsi que 7 matchs qualification et compétition championnat d'Europe.
Patrick Reinbold a par la suite enseigné aux jeunes arbitres dans la région d'Alsace.
Il a ensuite entraîné l'équipe féminine U13 du Racing Club de Strasbourg et était également commissaire aux arbitres de l'équipe masculine professionnelle.
Il a coaché l'équipe féminine U13 du FC Vendenheim et est délégué pour la Ligue de Football Professionnel.
Il entraîne depuis le 1er septembre 2022 l’équipe U13F de l’ US Ittenheim.

## Matchs phares
Ligue 1 2000 : Olympique de Marseille - Olympique Lyonnais : 1-1
Ligue 1 2000 : Girondins de Bordeaux - Olympique Lyonnais : 1-1
Ligue 1 2001 : Olympique de Marseille - Olympique Lyonnais : 0-0
Coupe de la Ligue 2002 : Girondins de Bordeaux - Lorient FC : 3-0
Ligue des champions 2003 : Manchester United - Panathinaikos : 5-0
Ligue des champions 2004 : Bayern Munich - AFC Ajax : 4-0
Europa League 2004 : Inter Milan - SL Benfica : 4-3
Ligue 1 2004 : Olympique de Marseille - Girondins de Bordeaux : 1-0
Ligue 1 2004 : Paris Saint Germain - Olympique Lyonnais : 0-0
Ligue 1 2005 : Olympique de Marseille - Olympique Lyonnais : 0-1
Ligue 1 2005 : Olympique de Marseille - Girondins de Bordeaux : 0-2
Ligue 1 2005 : Olympique Lyonnais - Paris Saint Germain : 2-0
Qualificatif championnat d'Europe 2006 : Macédoine - Angleterre : 0-1
Ligue 1 2006 : Olympique de Marseille - Olympique Lyonnais : 1-4
Ligue des champions 2006 : AS Roma - Shakhtar Donetsk : 4-0 
Coupe de la Ligue 2006 OGC Nice - AS Nancy Lorraine : 1-2
Trophée des champions 2006 Olympique Lyonnais - Paris Saint Germain : 1p-1
Ligue 1 2007 : Paris Saint Germain - Olympique Lyonnais : 1-1